# Старое городское балаклавское кладбище
Старое городское балаклавское кладбище (греческое кладбище) — кладбище в Балаклаве. Находится на улице Мраморной. Захоронения проводились со второй половины XIX века — до середины XX века.

## История

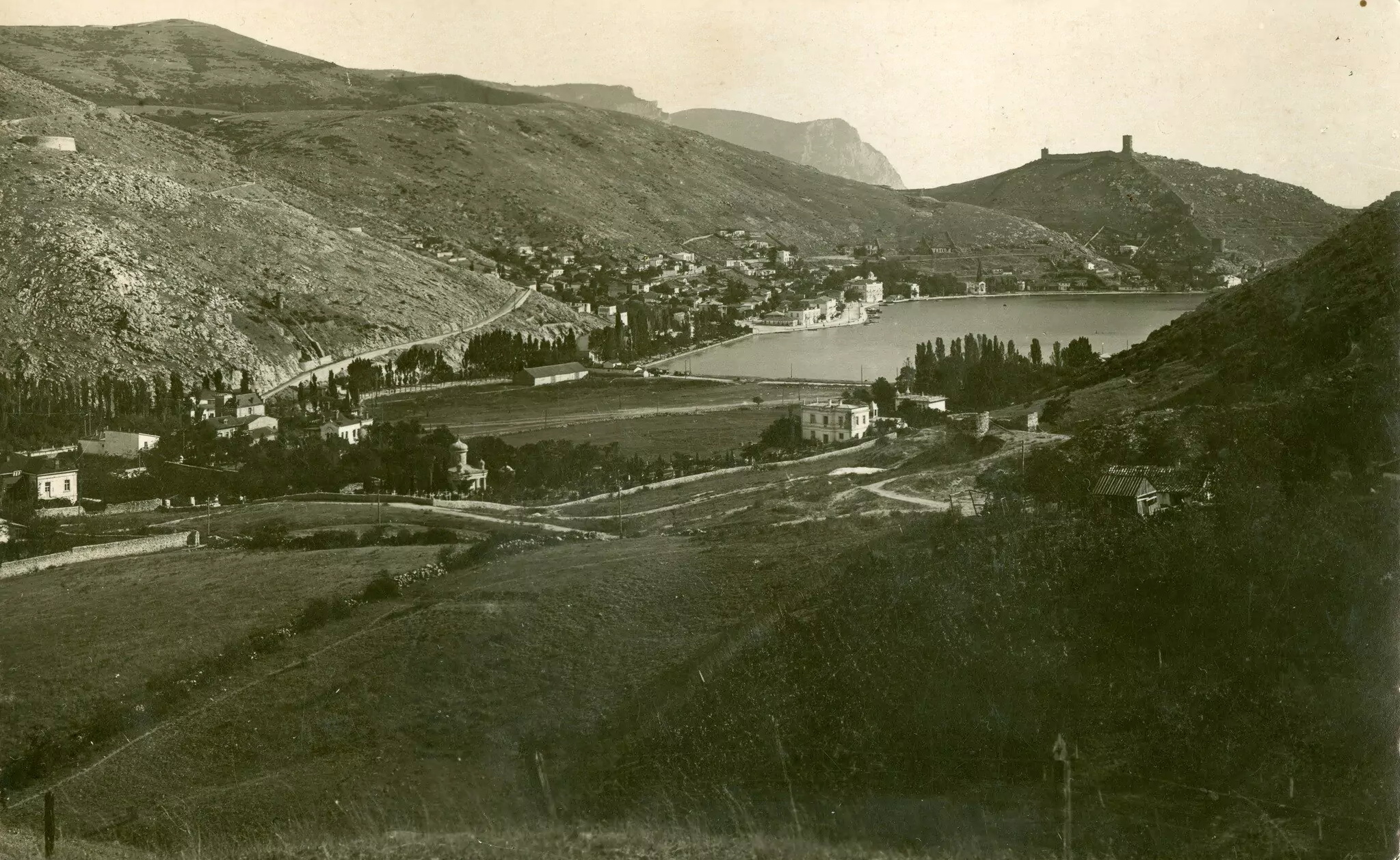
Старое кладбище Балаклавы в 1927 году. Видна часовня.

Кладбище возникло во второй половине XIX века рядом с более древним некрополем, указанным на карте 1874 года капитана корпуса военных топографов Карасевым. Самое раннее сохранившееся захоронение относится к 1871 году (могила Христины Егоровны Фонти). Согласно метрическим тетрадям Балаклавской батальонной Свято-Николаевской церкви здесь в 1847 году бы похоронен майор Балаклавского греческого пехотного батальона Егор Дмитриевич Сальти, однако надгробие до наших дней не дошло.
Изначально территория кладбища составляла 1,3 гектара и имела форму неправильного пятиугольника, ограждённой каменным забором. В связи с засыпкой территории отвалами Балаклавского рудоуправления северо-западной части территория кладбища уменьшилась до 1 гектара. В центре кладбища ранее располагалась церковь в память боя Балаклавского греческого пехотного батальона во время Крымской войны, построенной на средства братьев Гинали. Каменная часовня с подземным склепом семьи Гинали расположена в северо-восточной части кладбища. На территории кладбища покоятся участники русско-турецких, крымской и кавказской войн.
По договору от 1925 года кладбище было взято в аренду общиной Балаклавской Свято-Николаевской соборной церкви, которая следила за порядком. Поскольку к тому времени на кладбище не осталось свободного места, нередко новые захоронения делали поверх имеющихся могил. В связи с этим община ходатайствовала перед городским советом «о прибавлении земли к кладбищу для новых могил».
После депортации греков в 1944 году кладбище пришло в запустение, так как некому было за следить за могилами. Весной 1944 года после освобождения Балаклавы тут были захоронены рядовые Ф. В. Пономарев, К. П. Цыганов, Н. К. Чухланцев, А. Е. Шевяков и В. С. Шейкин. Тогда же появились захоронения более сотни бойцов 89-й Таманской стрелковой дивизии (23 братские и одиночные могилы). Впоследствии был поставлен обелиск с надписями на русском и армянском языках. В конце 1950-х годов из-за близости карьера захоронения были перенесены на 10-й км Балаклавского шоссе.
Кладбище было закрыто решением исполкома города Севастополь от 22 марта 1958 года. Новое городское кладбище было открыто близ села Кадыковка. По состоянию на 2006 год на старом городском балаклавском кладбище было найдено порядка 600 могил с эпитафиями на русском и греческом языках. Также на кладбище имелись фамильные склепы.
Постановлением правительства Севастополя от 21 октября 2020 № 538-ПП кладбище площадью 0,75 гектар внесено в реестр кладбищ города Севастополя.

## Захоронения
- Семейное захоронение Алексакисов — родственников революционера Ориона Алексакиса[2]
- Народоволец М. Н. Тригони (1917)[2]
- Народоволка Е. Д. Левенсон[2]
- Социал-демократ Э. Ю. Грюнберг (1919)[2]
- Эпроновец Н. Я. Шелковой (1955)[2]
- И. С. Гломб (1952)[2]
- Е. Я. Капитанаки (урожденная Михели; 1897)[2]
- Н. И. Капитанаки (1909)[2]